# Mariä Geburt (Alling)

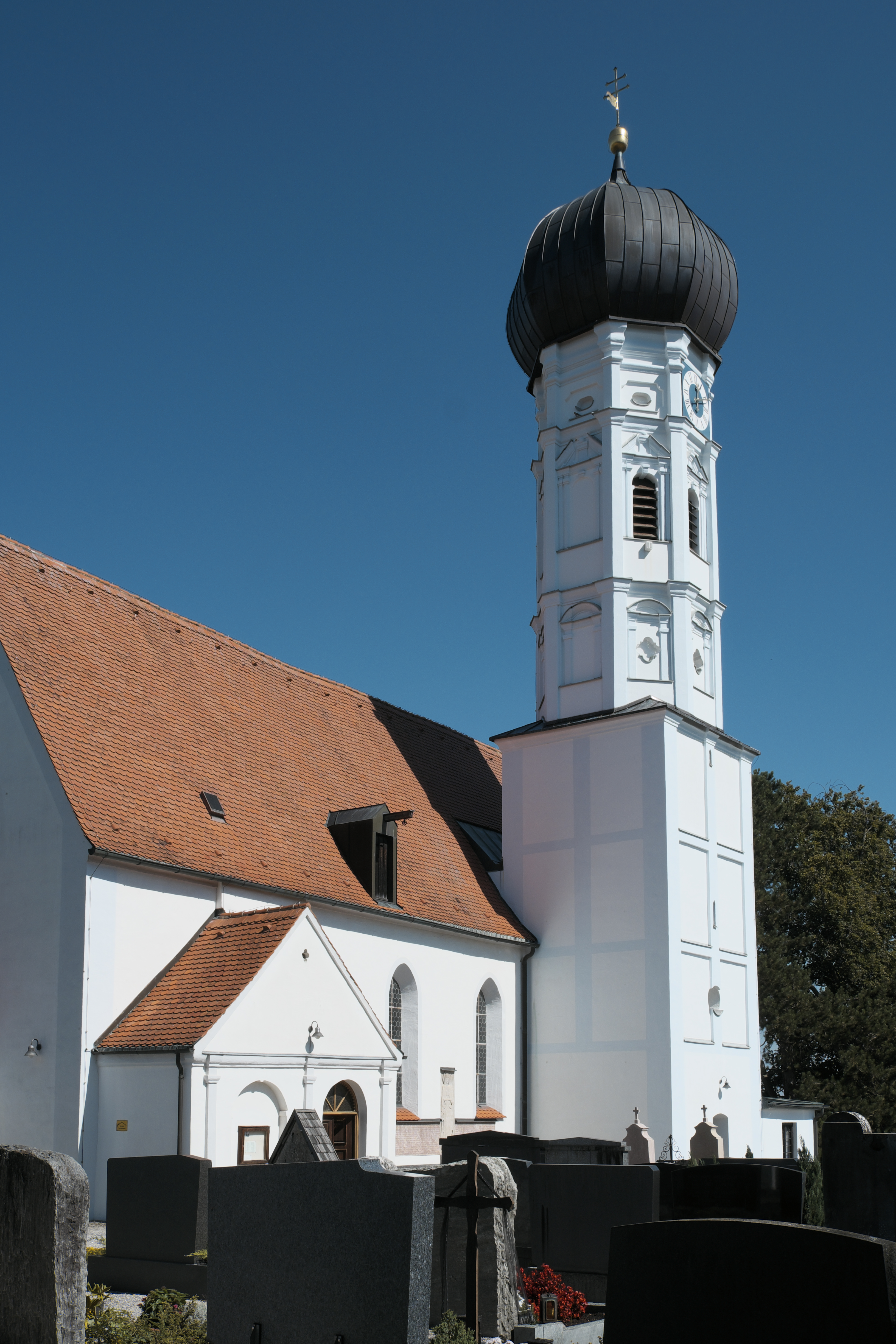
Kirche Mariä Geburt in Alling

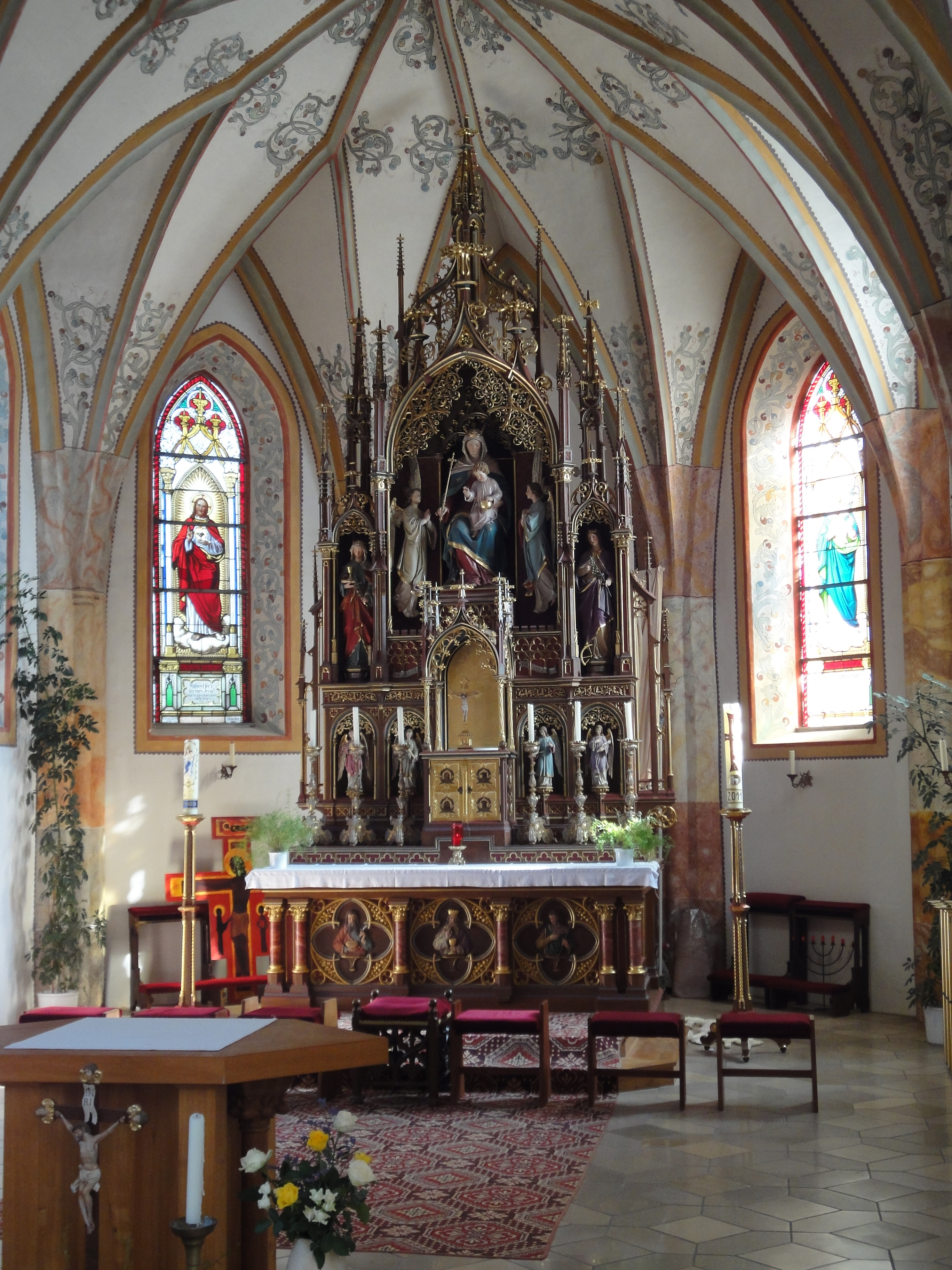
Chor

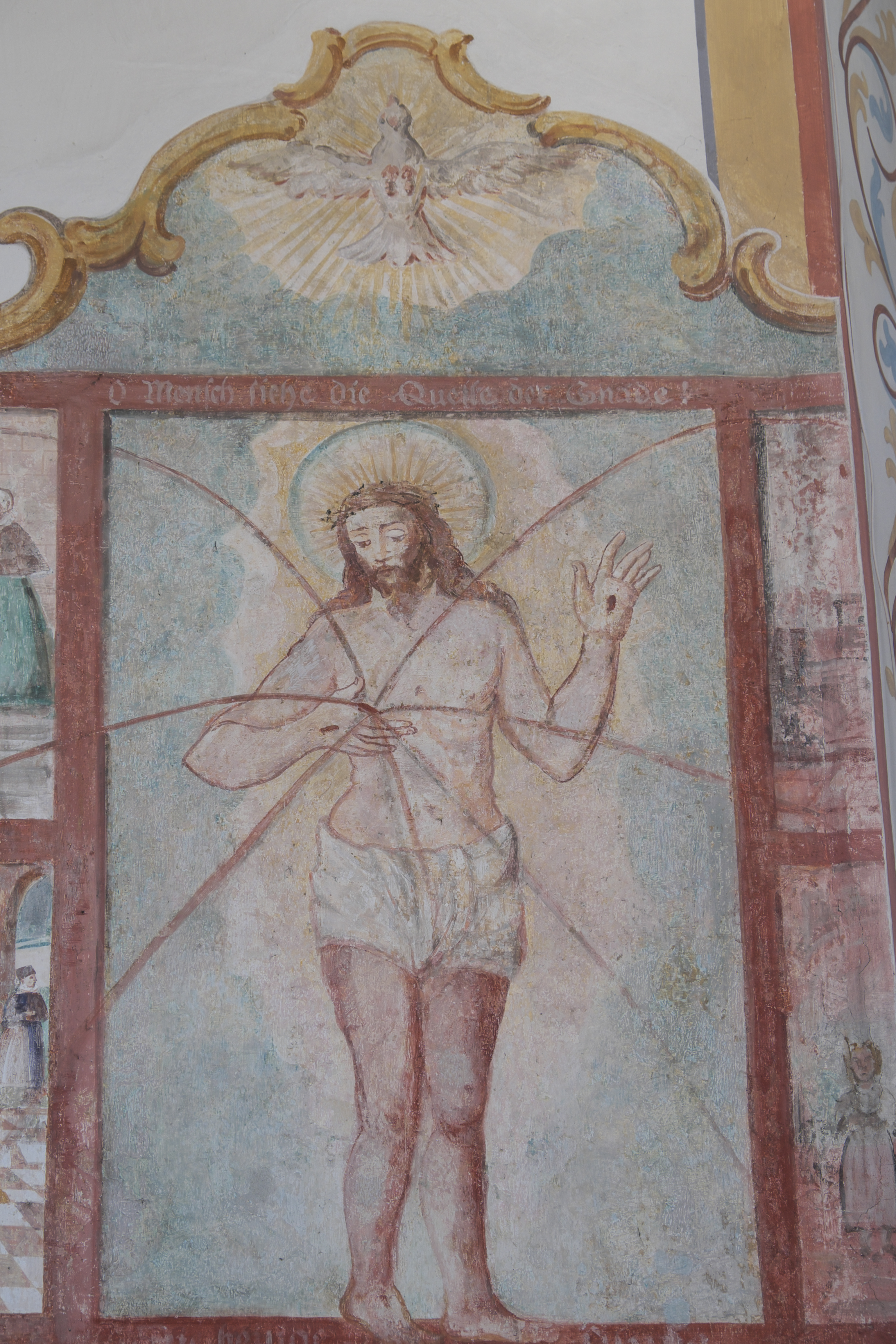
Frühbarocke Wandmalerei

Die katholische Pfarrkirche Mariä Geburt in Alling, einer Gemeinde im Südosten des oberbayerischen Landkreises Fürstenfeldbruck, wurde im 15. Jahrhundert errichtet. Die Kirche Am Kirchberg 5 ist ein geschütztes Baudenkmal.

## Geschichte
Die erste Erwähnung einer Kirche in Alling ist für das Jahr 1315 als Filiale der Pfarrei Pfaffenhofen überliefert. Erst 1818 wird Alling eine Pfarrgemeinde, zu der auch Germannsberg, Hoflach und Holzkirchen gehörten.

## Architektur
Der spätgotische Saalbau wurde auf alten Burgfundamenten errichtet. Er besitzt einen eingezogenen, dreiseitig geschlossenen Chor und einen Südturm mit Zwiebelhaube. Der Turmunterbau ist älter, die Turmerhöhung um knapp zwölf Meter erfolgte 1694. Das Innere wurde um 1739 barockisiert und 1865 bis 1869 regotisiert.

## Ausstattung
Im Jahr 1686 wurden der Hochaltar und die Seitenaltäre errichtet, die bis heute mehrmals restauriert und verändert wurden. Die Kanzel wurde 1762 bis 1768 von Matthias Schmidt aus Alling geschaffen.
Die Bleiglasfenster im Chor mit der Darstellung von Jesus und Maria wurden 1887 von Joseph Peter Bockhorni ausgeführt.